# Гулиева, Ульвия Али кызы
Ульвия Али (полное имя: Ульвия Али кызы Гулиева; азерб. Ülviyyə Əli qızı Quliyeva; 13 октября 1993 года, Гёйчай, Азербайджан) — азербайджанская независимая журналистка, режиссёр, правозащитница и политическая заключённая; в 2019–2025 годах работала журналисткой «Голоса Америки» (VoA).
С 2012 года Ульвия Али освещала все случаи нарушений прав человека в Азербайджане на своей странице в X (Твиттер) и доводила их до внимания международных СМИ. Кроме того, в публикациях о ситуации в Азербайджане в зарубежной прессе нередко ссылались на предоставленную ею информацию, а также использовали авторские фото и видеоматериалы.
В феврале 2025 года, после аннулирования аккредитаций журналистов «Голоса Америки», Ульвия Али не прекратила свою профессиональную деятельность и заявила, что даже при отсутствии независимых СМИ, готовых публиковать её материалы, она будет распространять свои репортажи через собственную платформу. После этого она продолжила публиковать репортажи на своей странице в Facebook.
Три месяца спустя, в ночь с 6 на 7 мая 2025 года, она была задержана по делу «Meydan TV», и 7 мая решением Хатаинского районного суда в отношении неё была избрана мера пресечения в виде ареста. Ей и другим арестованным по этому делу были предъявлены обвинения по статье 206.3.2 Уголовного кодекса (контрабанда, совершённая группой лиц по предварительному сговору). Ульвия отвергла обвинения, ещё за четыре месяца до ареста заявив, что не является журналистом Meydan TV, и в целом связала своё задержание с профессиональной журналистской деятельностью.
Ряд местных и международных правозащитных организаций осудили арест Ульвии Али, назвав его политическим, и призвали власти Азербайджана немедленно освободить её.
В настоящее время она содержится в Бакинском следственном изоляторе Пенитенциарной службы Министерства юстиции.

## Ранние годы
Ульвия Али кызы Гулиева родилась 13 октября 1993 года в городе Гёйчай. Проведя несколько месяцев с семьёй в Баку, они переехали в город Тамбов (Россия). До восьми лет Ульвия росла в России. В июне 2001 года семья вернулась в Азербайджан.
Ульвия Али с 17 лет активно участвует в общественно-политических процессах. В 2012–2016 годах была членом Гражданского движения «NİDA» В эти годы дважды избиралась в контрольно-дисциплинарную комиссию движения. Также активно участвовала в общественных кампаниях в поддержку арестованных членов NİDA. Возглавляла кампанию под названием «Поддержи незаконно арестованных членов NİDA!».
Многократно принимала участие в акциях протеста и сталкивалась с сопротивлением со стороны полиции. 26 января 2013 года была задержана полицией во время акции «Уберите оружие от нас!» и освобождена после вынесения административного предупреждения.
В 2015 году на парламентских выборах была уполномоченным представителем кандидата от движения «NİDA» Рамина Гусейнова по избирательному округу №18 Нариманов-Низами. А на парламентских выборах 2020 года возглавляла агитационную кампанию Тогрула Велиева — кандидата от избирательного блока «Hərəкət» по округу №23 Насими-Сабаиль.

## Правозащитная деятельность
С 2012 года Ульвия Али освещала все случаи нарушений прав человека в Азербайджане на своей странице в X (Твиттер) и доводила их до внимания международных СМИ. Кроме того, в публикациях о ситуации в Азербайджане в зарубежной прессе нередко ссылались на предоставленную ею информацию, а также использовали авторские фото и видеоматериалы.
С 2013 года она вела мониторинг судебных процессов над многими политическими заключёнными и освещала происходящее в судах.
Она осуществляла мониторинг и освещение нарушений на президентских выборах в 2013, 2018 и 2024 годах, парламентских выборах в 2015, 2020 и 2024 годах, муниципальных выборах в 2014, 2019 и 2025 годах, а также на референдуме 2016 года.
В 2014 году работала помощницей юриста Намизада Сафарова.
С 2015 года является членом Жюри премии «Наргиз».
В 2017 году с отличием окончила учебную программу «Молодые правозащитники» Института демократических инициатив (IDI).
Сотрудничала с рядом неправительственных организаций, таких как Центр мониторинга выборов и обучения демократии (SMDTM), Центр правовой помощи «Benefisiar», инициативная группа «Для женщин».
В 2018 году была соавтором отчёта «Крым: прорыв через стену молчания», опубликованного Фондом домов прав человека (HRHF). В том же году она вместе с правозащитниками из Беларуси и Украины посетила Крым и подготовила оттуда специальный отчёт.
В 2019 году прошла стажировку в США по программе International Visitor Leadership Program (IVLP).
В 2024 году фотопортрет, сделанное Ульвией Али, стало частью фотовыставки «Портреты силы», организованной Фондом домов прав человека в Норвегии. На фото была изображена азербайджанская юристка, специализирующаяся в области прав человека — Ровшана Рагимова, одна из героинь выставки.
Ульвия Али давала интервью зарубежным СМИ, особенно накануне Конференции ООН по изменению климата (COP29) в Баку, чтобы привлечь внимание к проблемам с правами человека в стране, состоянию независимых СМИ и арестам журналистов.

## Журналистская деятельность
Ульвия Али с 2016 года продолжает свою деятельность в сфере журналистика. В разные годы она сотрудничала с Азербайджанской службой Радио Свободная Европа/Радио Свобода (RFE/RL), «Toplum TV», «Faкt Yoxla», «Miкrosкop Media», «Голос Америки» (VoA), «OC Media» и «JAMnews».
В течение своей деятельности она также готовила материалы для платформ «Fem-Utopia», нацеленной на распространение феминистских идей и создание просветительского контента на азербайджанском языке по теме феминизма, и «Qıy vaar!» — платформы, публикующей новости на темы ЛГБТ и феминизма. В своей журналистской практике она подготовила множество материалов, посвящённых правам человека, социальным вопросам, правам ЛГБТ и женщин. В 2021 году она была удостоена премии QueeRadar за активную роль в освещении событий, связанных с ЛГБТ в Азербайджане, в средствах массовой информации. Также проводила тренинги на тему "Как правильно освещать новости, связанные с ЛГБТ гражданами?".
С 2019 по 2025 годы работала в Азербайджанской службе радио «Голоса Америки» (VoA). За время своей деятельности стала автором более тысячи новостей и репортажей, опубликованных и транслируемых на VoA. Она освещала политические судебные процессы, случаи нарушения прав человека, а также митинги, акции, шествия и пикеты, проходившие в Азербайджане. В ходе профессиональной деятельности неоднократно подвергалась задержаниям, сопротивлению со стороны полиции и жестокому обращению.
11 февраля 2020 года во время освещения митинга протеста кандидатов в депутаты у административного здания Центральной избирательной комиссии (ЦИК), Ульвия Али вместе с коллегами — Севиндж Вагифгызы, Наргиз Абсаламовой и Айгюн Рашид — была задержана полицией. В результате применения силы со стороны полицейских Ульвия Али получила лёгкие телесные повреждения. Репортёры без границ (RSF) резко осудили произошедшее и заявили, что азербайджанские власти уничтожают плюрализм.
14 сентября 2020 года во время освещения акции "Свободу Тофику Ягублу!", проходившей у станции метро "Гянджлик", Ульвия Али вместе с коллегой Айсель Умудовой была задержана с требованием удалить отснятые материалы. Однако журналистки отказались выполнять это требование и вскоре были освобождены.
13 октября 2020 года, во время интервью с Гиясом Ибрагимовым, вызванным в Генеральную прокуратуру, Ульвия Али и её коллега Наргиз Абсаламова были задержаны вместе с Гиясом Ибрагимовым. После более чем часового задержания в 26-м отделении полиции Ясамальского РУП они были освобождены.
4 августа 2021 года, во время исполнения своих профессиональных обязанностей перед административным зданием Хазарского Районного управления полиции (РУП), Ульвия Али была задержана вместе с коллегами Эльнарой Гасымовой и Наргиз Абсаламовой на акции протеста феминисток против убийства Севиль Магеррамовой. Во время задержания к ней применили грубое обращение, в здании её оскорбляли, а также был повреждён её съёмочный аппарат. Несмотря на поданные жалобы в соответствующие органы, никаких результатов они не дали.
В декабре 2022 года Ульвия Али выразила протест против нового законопроекта Азербайджанского государства «О медиа», надев майку с надписью «I'm not your puppet» («Я не твоя марионетка») во время акции.
В феврале 2023 года она заявила, что новый законопроект о медиа, в частности касающиеся создания единого реестра, создают широкие возможности для ограничения свободы слова и деятельности СМИ. Она стала одной из 40 журналистов, подписавших позиционный документ, подготовленный независимыми журналистами и медиа-экспертами Азербайджана. После принятия этого закона Ульвия Али основала платформу «Медиа без реестра» и освещала протесты журналистов, связанные с новым законодательством.
В феврале 2025 года, после аннулирования аккредитаций корреспондентов «Голоса Америки», Ульвия Али не прекратила свою деятельность и заявила, что, несмотря на отсутствие независимых медиа для публикации материалов, она будет делиться своими репортажами на личной платформе. С тех пор она публикует свои репортажи на личной странице в Facebook и продолжает журналистскую деятельность. Арестована 7 мая 2025 года.

## Арест и суд (2025)
Ульвия Али была вызвана в Главное управление полиции города Баку следователем Самиром Исмаиловым 15 января 2025 года для дачи показаний в качестве свидетеля 16 января 2025 года. В интервью Ульвия Али сообщила, что её допрашивали около двух часов по делу «Meydan TV», после чего без каких-либо объяснений ей запретили выезд из Азербайджана.  Она также отметила, что является не журналистом «Meydan TV», а корреспондентом «Голоса Америки», и даже если бы она действительно работала в «Meydan TV», это не является преступлением.
Коалиция женщин-журналистов (WPF) осудила решение правительства Азербайджана запретить Ульвии Али покидать страну. В январе Ульвия Али обратилась в суд по поводу запрета на выезд из страны. Рассмотрение ее жалобы было начато 18 марта в Хатаинском райсуде Баку, однако судья, сославшись на необходимость участия следователя полиции в процессе, отложила слушания на апрель. Согласно Миграционному кодексу Азербайджана, свидетель не может быть ограничен на выезд из страны, такой запрет может касаться только обвиняемого, заявила Ульвия Али. Она назвала запрет необоснованным еще и потому, что об ограничении права на выезд ей было объявлено устно. По словам Али, она трижды направляла официальный запрос в столичную полицию для выдачи ей решения о запрете на выезд, однако ее обращения "игнорируются". Хатаинский районный суд 11 апреля не удовлетворил жалобу Ульвии Али. По ее словам, следователь Главное управление полиции города Баку (ГУПГБ) Фарид Шукюрлю мотивировал, что следствие располагает "важной информацией" о причастности к уголовным деяниям других лиц, в отношении которых продолжается расследование. Поэтому, как утверждал следователь, в отношении этих лиц, которые пока в статусе свидетелей, введен запрет на выезд из страны. Сама Али довела до сведения суда, что была допрошена в качестве свидетеля и прошло уже три месяца. По ее мнению, если она не сотрудничала с конкретным изданием, деятельность которого расследуется, то и не может располагать «важной информацией», имеющей отношение к делу.
В ночь с 6 на 7 мая 2025 года, около 04:00, в социальных сетях распространилась информация о задержании Ульвии Али в связи с делом «Meydan TV», а также о проведении обыска в её квартире. По словам её матери, Ильхамы Гулиевой, дочь подверглась жестокому обращению, а квартира была разгромлена во время обыска — «у моей дочери аденома в голове, и полицейский ударил её по голове. В её дом ворвались, квартиру полностью разгромили. Полиция изъяла её личные вещи, конфисковали компьютер и "обнаружила" более 6000 евро наличными». 7 мая Ульвие Али было предъявлено обвинение по статье 206.3.2 Уголовного кодекса Азербайджана (контрабанда, совершённая группой лиц по предварительному сговору). По решению судьи Хатаинского районного суда Сулхане Гаджиевой, в отношении неё была избрана мера пресечения в виде ареста сроком на 1 месяц и 29 дней. Когда Ульвия Али была приведена в суд, она, показывая наручники на руках, громко заявила: «Руки медиа закованы в кандалы!». По словам адвоката Ульвии Али, Элвина Алямова, во время обыска в её квартире утверждалось, что было обнаружено 6 тысяч евро. Однако Ульвия Али заявила, что деньги ей не принадлежат и были подброшены полицией во время обыска. Она также сообщила, что подверглась жестокому обращению при задержании: «В отделении полиции у неё требовали пароль от телефона, и после отказа её несколько раз ударили по голове», — сообщил Алямов. В комментарии для DOXA защитница прав женщин Гульнара Мехтиева заявила, что после задержания силовики избивали Ульвию Али несколько часов. «Множество ударов по голове, две полицейские тянули за волосы, а один сказал: “Я испорчу твою женственность” — что может быть расценено как угроза сексуального насилия», — сообщила Мехтиева.
Ульвия Али до своего ареста оставила письмо, в котором сообщила о возможности ареста:
«Если вы читаете эту письмо, значит, меня оклеветали и незаконно арестовали за мою журналистскую деятельность. Как и другие мои коллеги-журналисты, я не совершала никаких преступлений — я не ввозила в страну то, что они называют «незаконным финансированием», и не совершала никаких других деяний. Также у меня нет никаких деловых связей с «Мейдан ТВ». Даже если бы у меня были такие связи, сотрудничество с «Мейдан ТВ» не является преступлением. Также должна отметить, что я долгое время сотрудничала с «Голосом Америки».
Вы все знаете, что азербайджанское государство нетерпимо относится к независимым медиа. В результате этой нетерпимости более 20 журналистов сейчас находятся в тюрьме, и я одна из них. В своей журналистской работе с 2016 года я всегда старалась оставаться приверженной профессиональной этике и делала все возможное, чтобы привлечь внимание к проблемам каждого, кто подвергся несправедливости, независимо от его религиозной, этнической, политической принадлежности, пола, ориентации или социального статуса. Теперь, как и мои товарищи, заключенные в тюрьмах, я продолжу эту деятельность.
Наш голос всегда будет нарушать тишину перед лицом политической воли, желающей заставить Азербайджан замолчать. Возможно, это последний пост, который я пишу на свободе. Но я верю, что праведный голос невозможно заглушить.

Журналистика – это не преступление! Наше преступление – это наша вера в справделивость!»
— Письмо Ульвии Али до ареста, 
10 мая появилась информация о том, что Ульвия Али находится в плохом состоянии в следственном изоляторе. После того, как Али подвергся насилию со стороны полиции в Главном управлении полиции города Баку (ГУПГБ), и получил множественные удары по голове, у него дважды случилась рвота в изоляторе временного содержания Хатаинского районного управления полиции и один раз в Бакинском следственном изоляторе. Сообщалось, что с 2017 года у него на голове была опухоль (аденома). Ульвия Али подала жалобу в республиканскую прокуратуру по поводу насилия со стороны полиции. Она также запросила полное медицинское обследование, включая магнитно-резонансная томография (МРТ), чтобы определить, получила ли она какие-либо внутренние повреждения, что потребовало бы ее перевода в учреждение с необходимым медицинским оборудованием и персоналом. Однако ни одно из его требований не было выполнено.
Ульвия Али подала апелляционную жалобу на решение Хатаинского районного суда от 7 мая 2025 года. 16 мая на судебном заседании в Бакинском апелляционном суде под председательством судьи Эльмана Рагимова апелляционная жалоба Ульвии Али была оставлена без удовлетворения, а мера пресечения в виде заключения под стражу сохранена. В суде Ульвия Али подчеркнула свои проблемы со здоровьем, отвергла все предъявленные ей обвинения и заявила, что ее арест связан с ее журналистской деятельностью.
25 июня Хатаинский районный суд продлил Ульвии Али меру пресечения в виде заключения под стражу еще на 3 месяца.
8 июля Бакинский апелляционный суд рассмотрел жалобу Ульвии Али на продление меры пресечения в виде заключения под стражу. Судья Давид Бабаев, рассмотрев апелляционную жалобу Али, отказался удовлетворить ее.

## Международное внимание
Ряд местных и международных правозащитных организаций осудили арест Ульвии Али, назвав его политическим, и призвали власти Азербайджана немедленно освободить её. Международная федерация журналистов (IFJ) и Европейская федерация журналистов (EFJ) в заявлении от 8 мая осудили арест Ульвии Али, назвав его политическим, и призвали власти Азербайджана немедленно освободить её.
Фонд Домов прав человека (HRHF) также решительно осудил задержание Ульвии Али и жестокое обращение с ней, выразил солидарность и потребовал её немедленного и безусловного освобождения.
Комитет защиты журналистов (CPJ) назвал арест Ульвии Али «шагом властей Азербайджана, направленным на устранение любых следов независимой журналистики», и призвал немедленно освободить её, а также срочно расследовать тревожные обвинения в жестоком обращении со стороны полиции.
Международная ассоциация по защите свободы слова (IFEX) присоединилься к местным и международным организациям, призывая к немедленному освобождению Ульвии Али, и всех других заключенных журналистов в Азербайджане. IFEX осудил использование физического насилия, клеветнических кампаний и политически мотивированных обвинений в качестве инструментов запугивания и подавления прессы.
Совет Европы по Свободе Прессы, а также Freedom Now выразила обеспокоенность арестом Ульвии Али и ростом числа арестов независимых журналистов в Азербайджане.
Международный женский медиафонд (IWMF) подчеркнул, что «сообщать о несправедливости — не преступление» и также потребовал освобождения Ульвии Али.
12 мая международная правозащитная организация Front Line Defenders выступила с заявлением, в котором поставила властям Азербайджана пять условий в отношении Ульвии Али: Немедленно и безоговорочно освободить Ульвию Али и обеспечить ее физическую и психологическую неприкосновенность, предоставить Ульвии Али доступ к независимой медицинской помощи, снять все обвинения с женщины-правозащитника и журналистки Ульвии Али, провести немедленное, тщательное и беспристрастное расследование утверждений о физическом насилии в отношении Ульвии Али с целью публикации результатов и привлечения виновных к ответственности в соответствии с международными стандартами, гарантировать при любых обстоятельствах, что все Ульвия Али в Азербайджане смогла осуществлять свою законную правозащитную деятельность.
По словам правозащитника Эмина Гусейнова, после изгнания из страны изданий AbzasMedia и Toplum TV, а также закрытия информационного агентства Turan, Ульвия Али стала единственным источником независимой журналистики в Азербайджане. По словам журналиста Арзу Гейбуллы Ульвия Али стала мишенью потому, что была одной из немногих оставшихся на месте журналистов, которые продолжали вести репортажи. 16 мая член Палаты представителей США, старший член Комитета по вопросам судопроизводства Палаты представителей Джейми Раскин выразил свою солидарность с Ульвией Али в своем официальном микроблоге X и свою поддержку всем журналистам, таким как Ульвия Али, которые борются против авторитарных режимов, диктаторов, клептократов и цензуры полицейского государства. Сенатор США от Демократической партии Джинн Шахин 11 июня опубликовала пост об Ульвии Али в своём аккаунте X. Она написала: «На этой неделе я с гордостью хочу рассказать об Ульвии Али, корреспонденте «Голоса Америки», арестованной за разоблачение нарушений прав человека в Азербайджане. В своём последнем обращении перед арестом Ульвия предупредила, что «правительство Азербайджана полностью утратило терпимость к независимым СМИ». Она добавила: «Несмотря на жестокие издевательства со стороны полиции в 2021 году, Ульвия не желала молчать. Сегодня она находится в предварительном заключении по сфабрикованным обвинениям. По словам родственников, она не получает надлежащей медицинской помощи, а её здоровье ухудшается».

## Короткометражные фильмы
- В 2019 году она была автором идеи и руководителем проекта короткометражного фильма «Чужие» (азерб. “Yadlar”). Фильм повествует о преследованиях и арестах ЛГБТ-людей в Азербайджане (происходивших в 2017 году).[50]
- В 2021 году она стала автором короткометражного фильма под названием «Наша жизнь после войны: Азербайджан после Второй Карабахской войны» (англ. “Our Lives After the War: Azerbaijan After the Second Karabaкh War“). Фильм рассказывает об изменениях в жизни азербайджанских семей после Второй Карабахской войны между Азербайджаном и Арменией в 2020 году, которая унесла жизни более семи тысяч человек.[51]
- В 2022 году она стала автором короткометражного фильма под названием «Как молодёжь видит себя в Азербайджане» (англ. “How young people in Azerbaijan see themselves“). Фильм рассказывает о различных взглядах молодых людей на патриотизм, «традиционные ценности», войну и мир.[52]
- В том же году она стала автором короткометражный фильм под названием «Я добиваюсь успеха» (азерб. “Uğura imza atıram”). В фильме поднимаются темы препятствий, с которыми сталкиваются женщины на пути к участию в рынке труда, а также подчёркивается важность экономической независимости.[53]
- В 2023 году она стала автором короткометражного фильма «Рабский рынок — история безработного» (англ. “The "slave marкet" in Baкu, one jobless man's heartbreaкing story”). Фильм рассказывает историю безработного человека, работающего на «рабском рынке», на фоне мифа о столице как «городе возможностей» на фоне слабого экономического развития регионов и массовой безработицы.[54]

## Премии
- В 2021 году она была удостоена премии QueeRadar за активную роль в освещении событий, связанных с ЛГБТ в Азербайджане, в средствах массовой информации.[6]